# Гуляк Олег Вікторович
Оле́г Ві́кторович Гуля́к (8 січня 1972, Новий Буг, Миколаївська область) — український військовик, генерал-майор, генеральний директор АТ «Укроборонпром» (з 21.10.2024). Командувач Сил логістики Збройних Сил України (2021—2024).

## Біографія
Народився 8 січня 1972 року в місті Новий Буг на Миколаївщині. Закінчив Новосибірське вище загальновійськове командне училище. 
Розпочав свою військову кар’єру в 1993 році на посаді заступника командира розвідувальної роти 1-ої аеромобільної дивізії (м. Болград, Одеська область). 
З 2004 по 2005 рік проходив службу на посаді начальника штабу 72-го окремого механізованого батальйону українського миротворчого контингенту в Іраку. В 2005 році став командиром 72-го окремого механізованого батальйону.  
В 2005 році став начальником штабу, а в 2006 - командиром 16-ої окремої механізованої бригади. 
З 2007 по 2010 рік був командиром 95-ї окремої аеромобільної бригади. 
Перший заступник командира 6-го армійського корпусу (2010—2012). 
Згодом став начальником Одеської військової академії (2012—2021). 
Також обіймав посаду заступника командуючого силами антитерористичної операції (2017—2018).
З 2021 по 2024 рік - Командувач Сил Логістики ЗСУ. 
29 лютого 2024 року звільнений з посади командувача Сил логістики Збройних Сил України.
З 1 липня 2024 року займає посаду радника генерального директора з питань військового співробітництва в Акціонерному товаристві "Українська оборонна промисловість". 
З 5 вересня 2024 року В.о. Генерального директора «Укроборонпрому». 
21 жовтня 2024 року призначений Генеральним директором АТ.

## Нагороди та відзнаки
- орден Богдана Хмельницького III ступеня (13 квітня 2023) — за вагомий особистий внесок у розвиток оборонно-промислового комплексу України, самовідданість і професіоналізм, виявлені у створенні високотехнологічної продукції в умовах воєнного стану, багаторічну сумлінну працю[10];
- Медаль «За військову службу Україні» (18 серпня 2009) — за особливі заслуги у захисті державного суверенітету та територіальної цілісності України, охорону конституційних прав і свобод людини, мужність і самовідданість, виявлені під час виконання військового і службового обов'язку, та з нагоди 18-ї річниці незалежності України[11];
- Відзнака «Знак пошани»;
- Медаль «10 років Збройним Силам України»;
- Медаль «15 років Збройним Силам України»;
- Медаль «За сумлінну службу» І та ІІ ступеня;
- Знак Пошани, (Одеса)[12];
- Нагрудний знак Головнокомандувача ЗСУ «Хрест Військова честь»;
- Почесний нагрудний знак Головнокомандувача ЗСУ «Срібний хрест»;
- Відзнака Міністерства оборони України «Вогнепальна зброя».